# 白羽 (葡萄)

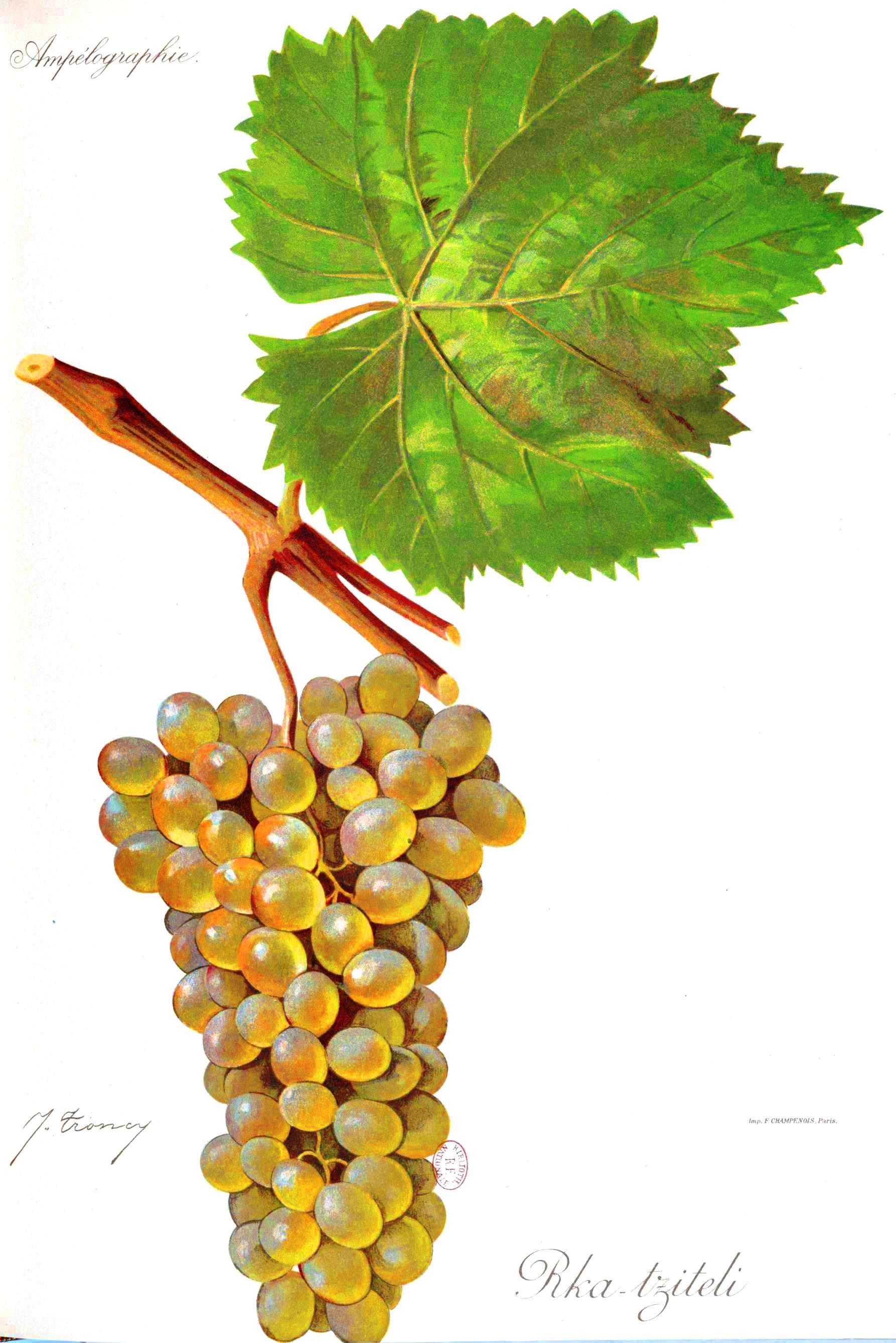
白羽 (葡萄)

白羽（英語：Rkatsiteli）是一種用來生產白葡萄酒的葡萄品種，原產於喬治亞，是世界歷史最古老的葡萄品種之一 。白羽的分佈範圍十分廣泛，特別是在前蘇聯地區。白羽是前蘇聯國家產量最多的葡萄品種，前蘇聯18%的葡萄酒都是使用白羽生產。白羽也在澳洲和美國東部等地有生產。